# 1. etape af Tour de France 2009
Første etape af Tour de France 2009 var en 15,5 km lang enkeltstart og blev kørt lørdag d. 4. juli og gik fra Monaco til Monaco. 7,5 km af ruten gik gennem selve Monaco, mens de resterende 8 km blev kørt på fransk jord. En del af ruten var sammenfaldende med den rute, der anvendes ved det kendte Formel 1 løb i Monaco. Forhåndsfavoritten til at vinde etapen, Fabian Cancellara, vandt foran Alberto Contador med 18 sekunder. Enkeltstartsspecialisten Bradley Wiggins kom på tredjepladsen.
- Etape: 1
- Dato: 4. juli
- Længde: 15,5 km
- Danske resultater:

041. Brian Vandborg + 1.26
056. Nicki Sørensen + 1.32
130. Chris Anker Sørensen + 2.10
- Gennemsnitshastighed: 47,6 km/t

## Bjergspurt (Côte de Beausoleil)
4. kategori stigning efter 7,5 km
| Plads | Navn             | Point |
| ----- | ---------------- | ----- |
| 1.    | Alberto Contador | 3     |
| 2.    | Tony Martin      | 2     |
| 3.    | Bradley Wiggins  | 1     |

## Resultatliste

### 1. mellemtid, Côte de Beausoleil, 7,5 km
|    | Navn              | Land           | Hold               | Tid    |
| -- | ----------------- | -------------- | ------------------ | ------ |
| 1  | Alberto Contador  | Spanien        | Astana Pro Team    | 11.22  |
| 2  | Tony Martin       | Tyskland       | Team Columbia-HTC  | + 0.05 |
| 3  | Fabian Cancellara | Schweiz        | Team Saxo Bank     | + 0.06 |
| 4  | Bradley Wiggins   | Storbritannien | Garmin-Slipstream  | + 0.06 |
| 5  | Cadel Evans       | Australien     | Silence-Lotto      | + 0.07 |
| 6  | Levi Leipheimer   | USA            | Astana Pro Team    | + 0.08 |
| 7  | Roman Kreuziger   | Tjekkiet       | Liquigas           | + 0.08 |
| 8  | Vincenzo Nibali   | Italien        | Liquigas           | + 0.09 |
| 9  | Andreas Klöden    | Tyskland       | Astana Pro Team    | + 0.10 |
| 10 | Lance Armstrong   | USA            | Astana Pro Team    | + 0.17 |
| 11 | David Millar      | Storbritannien | Garmin-Slipstream  | + 0.21 |
| 12 | Mikel Astarloza   | Spanien        | Euskaltel-Euskadi  | + 0.23 |
| 13 | Gustav Larsson    | Sverige        | Team Saxo Bank     | + 0.24 |
| 14 | Andy Schleck      | Luxembourg     | Team Saxo Bank     | + 0.26 |
| 15 | Jérôme Coppel     | Frankrig       | Française des Jeux | + 0.28 |

### Mål
|    | Navn              | Land           | Hold               | Tid    |
| -- | ----------------- | -------------- | ------------------ | ------ |
| 1  | Fabian Cancellara | Schweiz        | Team Saxo Bank     | 19.32  |
| 2  | Alberto Contador  | Spanien        | Astana Pro Team    | + 0.18 |
| 3  | Bradley Wiggins   | Storbritannien | Garmin-Slipstream  | + 0.19 |
| 4  | Andreas Klöden    | Tyskland       | Astana Pro Team    | + 0.22 |
| 5  | Cadel Evans       | Australien     | Silence-Lotto      | + 0.23 |
| 6  | Levi Leipheimer   | USA            | Astana Pro Team    | + 0.30 |
| 7  | Roman Kreuziger   | Tjekkiet       | Liquigas           | + 0.32 |
| 8  | Tony Martin       | Tyskland       | Team Columbia-HTC  | + 0.33 |
| 9  | Vincenzo Nibali   | Italien        | Liquigas           | + 0.37 |
| 10 | Lance Armstrong   | USA            | Astana Pro Team    | + 0.40 |
| 11 | Gustav Larsson    | Sverige        | Team Saxo Bank     | + 0.41 |
| 12 | Mikel Astarloza   | Spanien        | Euskaltel-Euskadi  | + 0.44 |
| 13 | David Zabriskie   | USA            | Garmin-Slipstream  | + 0.47 |
| 14 | David Millar      | Storbritannien | Garmin-Slipstream  | + 0.48 |
| 15 | Jérôme Coppel     | Frankrig       | Française des Jeux | + 0.51 |